# Podróż apostolska Franciszka do Panamy
Podróż apostolska papieża Franciszka do Panamy odbyła się w dniach 23–27 stycznia 2019 r. Podróż Franciszka do Panamy obejmowała dwa miasta: Tocumen i Panama. Celem podróży było w szczególności spotkanie z młodzieżą katolicką z całego świata podczas 34. Światowych Dni Młodzieży w Panamie.
Franciszek był drugim papieżem odwiedzającym Panamę; przed nim jeden raz Panamę odwiedził w 1983 r. św. Jan Paweł II.

## Program pielgrzymki
- 23 stycznia

O 9:35 rzymskiego czasu papież wyleciał samolotem z lotniska Fiucimino do Panamy; przyleciał na lotnisko w Tocumen o 16.50 panamskiego czasu. Po wylądowaniu odbyła się ceremonia powitalna, po której papież udał się do Nuncjatury Apostolskiej.
- 24 stycznia

O 9:45 papież spotkał się w Prezydium Republiki z prezydentem Panamy Juanem Carlosem Varelą. O 10:40 spotkał się z władzami Panamy i korpusem dyplomatycznym państwa w siedzibie Ministerstwa Spraw Zagranicznych. O 11:30 w kościele pod wezwaniem świętego Franciszka z Asyżu papież spotkał się z biskupami Ameryki Środkowej. O 17:30 w kampusie Świętej Marii papież brał udział w otwarciu Światowych Dni Młodzieży 2019.
- 25 stycznia

O 10:30 papież odprawił liturgię pokutną z młodzieżą w Centro de Cumplimiento de Menores Las Garzas de Pacora. Po liturgii do 17:30 papież w ramach czasu wolnego przebywał w Nuncjaturze Apostolskiej. O 17:30 papież odprawił Nabożeństwo Drogi Krzyżowej z młodzieżą w kościele pod wezwaniem Starożytnej Matki Bożej.
- 26 stycznia

O 9:15 papież odprawił mszę świętą, podczas której wyświęcił kościół Starożytnej Matki Bożej. O 14:15 zjadł obiad z młodzieżą w seminarium San José Major. O 18:30 spotkał się z młodzieżą w Metro Park w Kampusie im. Jana Pawła II.
- 27 stycznia

O 8:00 w Kampusie im. Jana Pawła II papież odprawił mszę świętą na Światowe Dni Młodzieży dla młodzieży z całego świata i wyznaczył miejsce Światowych Dni Młodzieży na rok 2022. O 10:45 papież złożył wizytę w domu Samarytan Buen Hogar. O 16:30 na stadionie im. Rommela Fernandeza spotkał się z wolontariuszami Światowych Dni Młodzieży. O 18:00 na lotnisku odbyła się ceremonia pożegnalna, po której kwadrans później papież odleciał samolotem do Rzymu.
- 28 stycznia

O 11:50 samolot z papieżem wylądował na lotnisku w Rzymie.

## Źródła
- VIAGGIO APOSTOLICO DI SUA SANTITÀ FRANCESCO A PANAMA IN OCCASIONE DELLA XXXIV GIORNATA MONDIALE DELLA GIOVENTÙ